# Энфилд (футбольный клуб)
«Энфилд» — английский футбольный клуб из города Броксбурн, Херефордшир. Образован в 1893 году. Реформирован в 2007 году. Домашние матчи проводит на стадионе «Голдсдаун Роуд». В настоящий момент выступает в Старшей лиге Эссекса, одиннадцатом по значимости футбольном турнире Англии.

## Достижения
- Трофей Футбольной ассоциации
  - Обладатель 1981/82, 1987/88
- Любительский Кубок Футбольной ассоциации
  - Обладатель: 1966/67, 1969/70
  - Финалист: 1963/64, 1971/72
- Любительский Кубок обладателей кубков УЕФА
  - Обладатель: 1970/71
- Футбольная Конференция
  - Чемпион: 1982/83, 1985/86
  - Вице-чемпион: 1981/82
- Истмийская лига
  - Чемпион: 1967/68, 1968/69, 1969/70, 1975/76, 1976/77, 1977/78, 1979/80, 1994/95
  - Вице-чемпион: 1964/65, 1971/72, 1974/75, 1980/81, 1990/91, 1991/92, 1993/94,
- Афинская лига
  - Чемпион: 1961/62, 1962/63
  - Вице-чемпион: 1934/35
- Старший кубок Миддлсекса
  - Обладатель: 1913/14, 1946/47, 1961/62, 1965/66, 1968/69, 1969/70, 1970/71, 1977/78, 1978/79, 1979/80, 1980/81, 1988/89, 1990/91, 1997/98
- Старший кубок Лондона
  - Обладатель: 1934/35, 1960/61, 1966/67, 1971/72, 1972/73, 1975/76
  - Финалист: 1963/64, 1967/68
- Суперкубок Миддлсекса
  - Обладатель: 1958/59, 1960/61, разделён 1961/62
  - Финалист: 1948/49, 1954/54, 1959/60

## Известные игроки
- Билли Уингроу